# Římskokatolická farnost svatého Filipa a Jakuba Zlín
Římskokatolická farnost svatého Filipa a Jakuba Zlín je jedno z územních společenství římských katolíků ve Zlíně s farním kostelem sv. Filipa a Jakuba.

## Území farnosti
Území farnosti zahrnuje tyto části statutárního města Zlína:
- Zlín (bez Jižních Svahů a Zlínských Pasek)
- Prštné
- Příluky
- Jaroslavice
- Kudlov

## Historie farnosti
Nejstarší přímý doklad o existenci farnosti při původním kostele sv. Filipa a Jakuba ve Zlíně je z roku 1437, ale je pravděpodobné, že farnost existovala již koncem 14. století, kdy byl Zlín povýšen na město.
Od roku 1720 začal být na zlínskou faru dosazován i druhý kněz – kaplan. Farnost totiž tehdy zahrnovala řadu okolních obcí, z nichž některé později dostaly samostatnou duchovní správu. V roce 1777 došlo k ustanovení lokálního kaplanství s nezávislým kaplanem v Březnici, které bylo v roce 1858 povýšeno na farnost. V Želechovicích bylo lokálního kaplanství zřízeno v roce 1755 a od roku 1784 zde působil nezávislý kaplan. V roce 1843 bylo lokální kaplanství povýšeno na farnost.

## Duchovní správci
Od 1. února 1990 do 30. června 2006 byla farnost ve správě salesiánů. V tomto období, během působení administrátora P. Vojtěcha Glogara, došlo na území farnosti k výstavbě nového kostela Panny Marie Pomocnice křesťanů na sídlišti Jižní Svahy, u kterého v roce 2006 vznikla samostatná farnost, kterou od té doby spravují salesiáni.
V roce 2006 se do farnosti sv. Filipa Jakuba vrátili diecézní kněží. Od 1. července 2006 se stal farářem P. Ivan Fišar, který byl od 1. července 2010 rovněž zlínským děkanem. Toho v těchto funkcích vystřídal od července 2018 R. D. Mgr. Kamil Obr.

## Primice
Ve farnosti slavili primice tito novokněží:
- Dne 4. července 1987 Pavel Zachrla

## Hřbitovy ve farnosti
Na území farnosti leží tyto hřbitovy:
- Lesní hřbitov – založen 1932
- Hřbitov v Loukách – založen 1933
- Hřbitov v Jaroslavicích – založen 1933

## Bohoslužby
| Kostel (kaple)             | Místo            | Den                 | Hodina                      | Poznámka                     |
| -------------------------- | ---------------- | ------------------- | --------------------------- | ---------------------------- |
| kostel sv. Filipa a Jakuba | Zlín             | neděle              | 7:00 8:30 10:00 11:30 18:30 |                              |
| kostel sv. Filipa a Jakuba | Zlín             | pondělí             | 6:30 18:30                  |                              |
| kostel sv. Filipa a Jakuba | Zlín             | úterý               | 6:30                        |                              |
| kostel sv. Filipa a Jakuba | Zlín             | středa–sobota       | 6:30 18:30                  |                              |
| kaple sv. Václava          | Zlín-Kudlov      | 3. čtvrtek v měsíci | 17:00                       | v zimním období              |
| kaple sv. Václava          | Zlín-Kudlov      | 3. čtvrtek v měsíci | 19:00                       | v letním období              |
| kaple sv. Anny             | Zlín-Jaroslavice |                     |                             | nejsou pravidelné bohoslužby |
| kaple sv. Martina          | Zlín-Příluky     |                     |                             | nejsou pravidelné bohoslužby |
| kaple Panny Marie          | Zlín-Příluky     |                     |                             | nejsou pravidelné bohoslužby |

## Aktivity ve farnosti
S církevním rokem se od roku 2009 farnost loučí Silvestrovským plesáním.
Od roku 2018 probíhala rekonstrukce farního domu na zlínském Kudlově. V současné době je farní dům využíván 6. skautským střediskem, které dům využívá jako jednu z kluboven.